# Máza
Máza là một thị trấn thuộc hạt Baranya, Hungary. Thị trấn này có diện tích 10,69 km², dân số năm 2010 là 1255 người, mật độ 117 người/km².